# Philippine Zadéo
Philippine Zadéo (Saint-Claude, 4 april 1998), beter bekend onder haar voornaam Philippine, is een Frans zangeres.

## Biografie
Zadéo werd geboren in Saint-Claude en verhuisde op driejarige leeftijd met haar familie naar Canada. Aldaar begon ze met piano te spelen. In haar achtste levensjaar keerde Zadéo terug naar haar geboorteland Frankrijk. Op haar achttiende behaalde ze haar bachelor in economie en bedrijfskunde. Hierna verhuisde ze naar Nancy, waar ze aan de Music Adcademy International ging studeren.. 
Zadéo deed in 2018 mee aan de NRJ talentenjacht met het nummer Tout van bien van Orelsan. Ook deed ze mee aan The Voice, waar ze niet door de blind audition kwam. Vervolgens tekende ze een platencontract op het label van Mercury Records. Onder dit label bracht ze haar debuutsingle Sora de ma tête uit. Ook werkte Zadéo samen met de Ierse zanger Gavin James, waarmee ze in Londen werkte aan een Franse versie van het nummer Always. In 2019 stond deze single op de zestiende plaats van bestverkochte singles in Frankrijk.. Ook ging het nummer platina..
In de zomer van 2020 nam Zadéo deel aan het Green Team van stichting Goodplanet. Ze nam in 2021 met het nummer Bah no deel aan Eurovision France, c'est vous qui décidez !, de Franse preselectie voor op het Eurovisiesongfestival 2021. Hier was ze een van de twaalf finalisten, maar legde ze het af tegen Barbara Pravi.